# U-21-Faustball-Europameisterschaft 2014
Die 15. Faustball-Europameisterschaft für U21-Mannschaften fand vom 12. Juli bis zum 13. Juli 2014 in Mannheim-Käfertal (Deutschland) statt. Deutschland war zum fünften Mal Ausrichter der Faustball-Europameisterschaft für U21-Mannschaften. Die Schweizer Mannschaft gewann das Turnier nach einem 3:2-Sieg über Deutschland.

## Vorrunde
| Rang | Team        | Sätze | Ballverh. | Punkte |
| ---- | ----------- | ----- | --------- | ------ |
| 1.   | Schweiz     | 9:2   | 109:73    | 6      |
| 2.   | Deutschland | 8:3   | 120:85    | 4      |
| 3.   | Österreich  | 4:6   | 74:87     | 2      |
| 4.   | Italien     | 0:9   | 41:99     | 0      |

Spielergebnisse
| 12. Juli | Deutschland | – | Italien     | 3:0 | (11:3, 11:8, 11:4)              |
| 12. Juli | Österreich  | – | Schweiz     | 0:3 | (5:11, 5:11, 4:11)              |
| 12. Juli | Schweiz     | – | Italien     | 3:0 | (11:4, 11:5, 11:2)              |
| 12. Juli | Österreich  | – | Deutschland | 1:3 | (3:11, 11:5, 3:11, 10:12)       |
| 12. Juli | Österreich  | – | Italien     | 3:0 | (11:3, 11:5, 11:7)              |
| 12. Juli | Deutschland | – | Schweiz     | 2:3 | (9:11, 11:4, 11:4, 11:13, 6:11) |

## Qualifikationsspiel für das Spiel um Platz 3
| Qualifikationsspiel |             |   |            |     |                            |
| 13. Juli            | Deutschland | – | Österreich | 3:1 | (13:11, 5:11, 11:7, 14:12) |

## Platzierungs- und Finalspiele
| Spiel um Platz 3 |             |   |         |     |                                 |
| 13. Juli         | Österreich  | – | Italien | 3:0 | (11:3, 13:11, 11:6)             |
| Finale           |             |   |         |     |                                 |
| 13. Juli         | Deutschland | – | Schweiz | 2:3 | (8:11, 11:6, 4:11, 11:5, 10:12) |

## Endergebnis
| Platz | Land        | Flagge      | Code |
| ----- | ----------- | ----------- | ---- |
| 1.    | Schweiz     | Schweiz     | GER  |
| 2.    | Deutschland | Deutschland | SUI  |
| 3.    | Österreich  | Osterreich  | AUT  |
| 4.    | Italien     | Italien     | ITA  |